# René Ríos Boettiger
René Ríos Boettiger, anche conosciuto come Pepo (Concepción, 15 dicembre 1911 – 14 luglio 2000), è stato un disegnatore e fumettista cileno, creatore del fumetto Condorito.